# 台湾のスポーツ
台湾のスポーツ（たいわんのスポーツ）では、台湾におけるスポーツ事情について記述する。

## 特徴

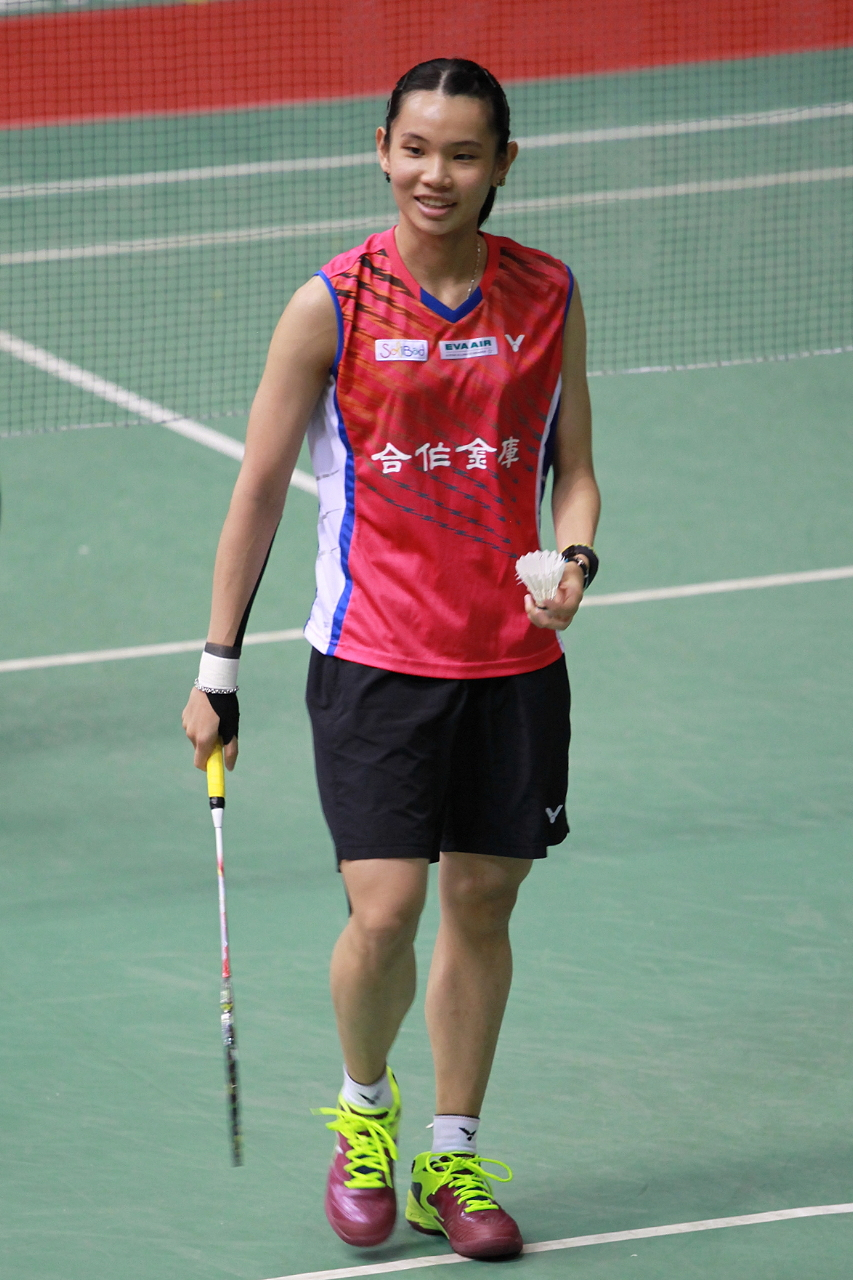
2016年のチャイニーズタイペイオープンでの戴資穎。

台湾（中華民国）では、バドミントン、野球、バスケットボール、サッカー、ソフトボール、卓球、テニス、バレーボールなどのスポーツが最も有名である。また、太極拳やテコンドーなどの武道も広く行われている。国際的に有名なアスリートには、戴資穎 (バドミントン)、郭婞淳 (ウエイトリフティング)、張建銘 (野球)、王建民 (野球)、林昀儒 (卓球)、楊伝広 (陸上)、周天成 (バドミントン)、謝淑薇 (テニス)、ヤニ・ツェン (ゴルフ)などがいる。
政治的な理由と中華人民共和国（中国）からの圧力により、台湾の組織や代表チームは、オリンピックなどの国際的なスポーツイベントにはチャイニーズタイペイとして出場している。

## 団体競技

### 野球

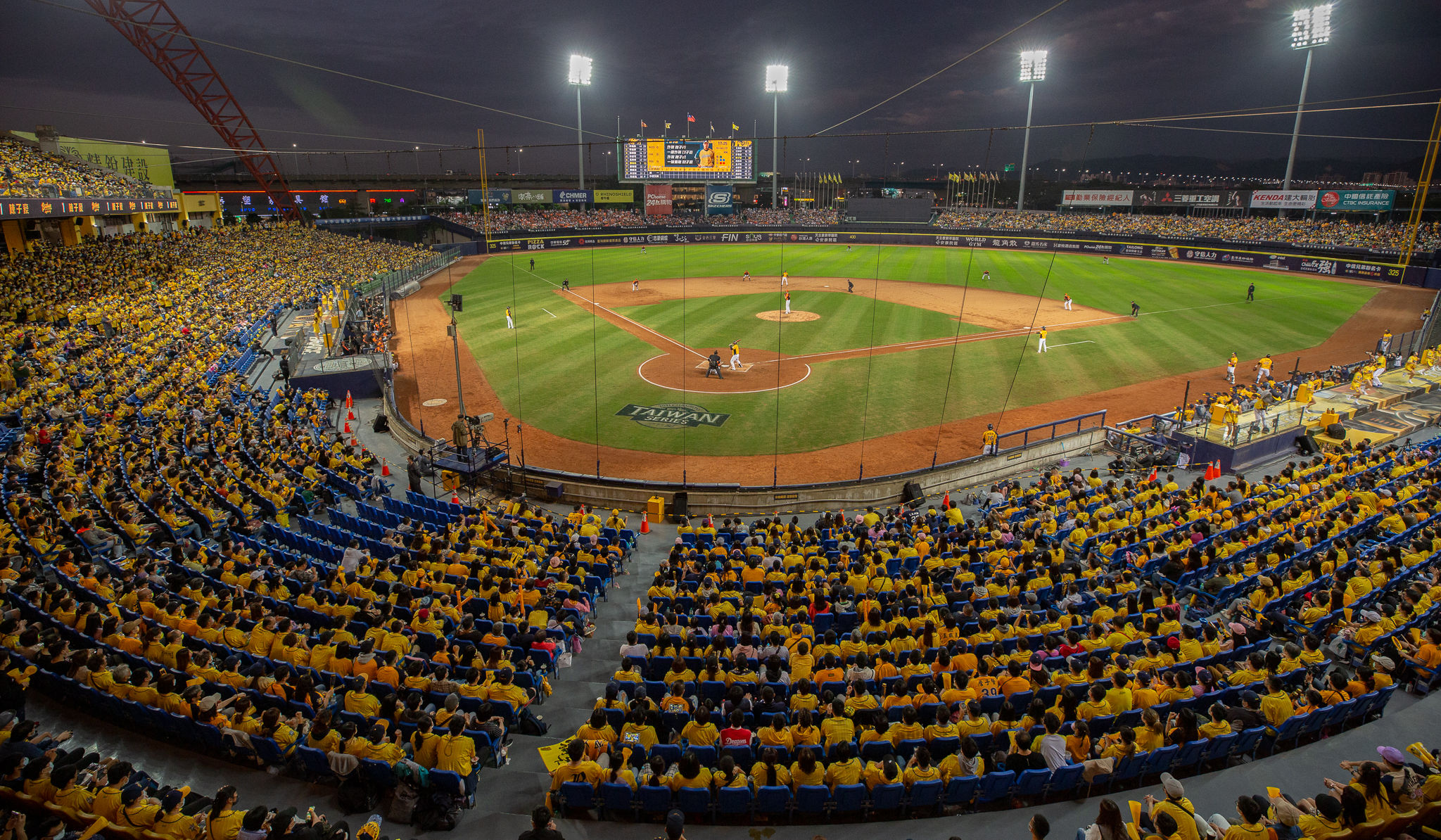
中華職業棒球大聯盟プロ野球リーグ（CPBL）は台湾のトップクラスのプロ野球リーグである

野球は、国内で最も人気のある観戦スポーツの1つである。一般的に台湾の国技と考えられている。野球は日本の統治時代に最初に導入された。
台湾は、日本の統治時代の1906年にすでに最初の野球チームを持っていた。当初は日本人だけが野球をしていたが、次第に台湾人選手が増えていった。1923年には最初の全国中等学校優勝野球台湾大会が開催され、優勝した台北第一中学校（現在の台北市立建国高級中学）は第9回全国中等学校優勝野球大会に出場し、同大会における初の台湾代表となった。1931年の第17回大会で、日本人と漢人、台湾原住民の混成チームで出場した嘉義農林（現嘉義大学）が本大会でのノーヒットノーラン達成を含む呉明捷の好投で準優勝し、全国に衝撃を与えた。この時のエピソードは2014年に映画『KANO 1931海の向こうの甲子園』として制作され、台湾と日本で劇場公開された。それ以来、多くの台湾の野球選手が日本のプロ野球チームに加わった。注目すべき例は、「人間機関車」と呼ばれる呉昌征で、嘉義農林で1935年夏の第21回大会でベスト8、春の選抜中等学校野球大会にも3度出場した後に戦前から戦後にかけて打者投手の二刀流で活躍し、没後の1995年に引退後の日本の野球殿堂に選出された。1980年代には郭源治・郭泰源・荘勝雄の「二郭一荘」が活躍し、後述するCPBL発足への気運を高めた。
1945年の第二次世界大戦が終結し日本の統治が終了しても、野球は台湾で人気を維持した。 1968年、台東県の人里離れた山岳地帯の紅葉少棒隊が、日本から訪れたオールスターのリトルリーグチームを打ち負かしまし、台湾に「リトルリーグ野球ブーム」を巻き起こした。翌年、オールスターチームの金龍少棒隊がリトルリーグワールドシリーズに初出場して優勝し、台湾のリトルリーグ、シニアリーグ、ビッグリーグの「 three youth level baseball」の黄金時代が始まった。リトルリーグ野球に関しては、台湾は1969年から1991年まで15回の世界選手権で優勝している。
シニアリーグ野球では、1972年にインディアナ州ゲーリーでリトルリーグ野球が開催したシニアリーグワールドシリーズに参加し、初出場で優勝した。 20年以内に、台湾は1991年の時点で17回優勝している。ビッグリーグ野球の場合、台湾は1974年にフロリダ州フォートローダーデールでリトルリーグ野球が開催したビッグリーグワールドシリーズに参加し始め、18年以内（1991年まで）に13回優勝した。
プロ野球リーグは中華職業棒球大聯盟（CPBL）であり、台湾シリーズで優勝が決められる。プロ野球リーグ自体は1989年に始められ、野球賭博による加盟チーム除名などリーグ運営の困難さに悩まされながらも、ニューヨーク・ヤンキース/ワシントン・ナショナルズの王建民、ボルチモア・オリオールズの陳偉殷など才能ある野球選手を日本と米国に「輸出」してきた。チャイニーズタイペイナショナル野球チームは1992年のバルセロナオリンピックで正式競技となった野球で銀メダルを獲得したが、その後は2023年まで世界大会でのメダル獲得はなく、2021年に開催されて野球が復活した東京オリンピックではアジア・太平洋地区予選で敗退して本大会出場を逃した。2024年の2024 WBSCプレミア12に出場。自国で行われたグループBでは4勝1敗でスーパーラウンド進出。そして、1勝2敗でスーパーラウンドの2位として決勝進出。決勝で日本代表を4－0で下し、主要国際大会での初優勝を遂げた。また、チャイニーズタイペイ女子ナショナル野球チームも組織されている。

### バスケットボール

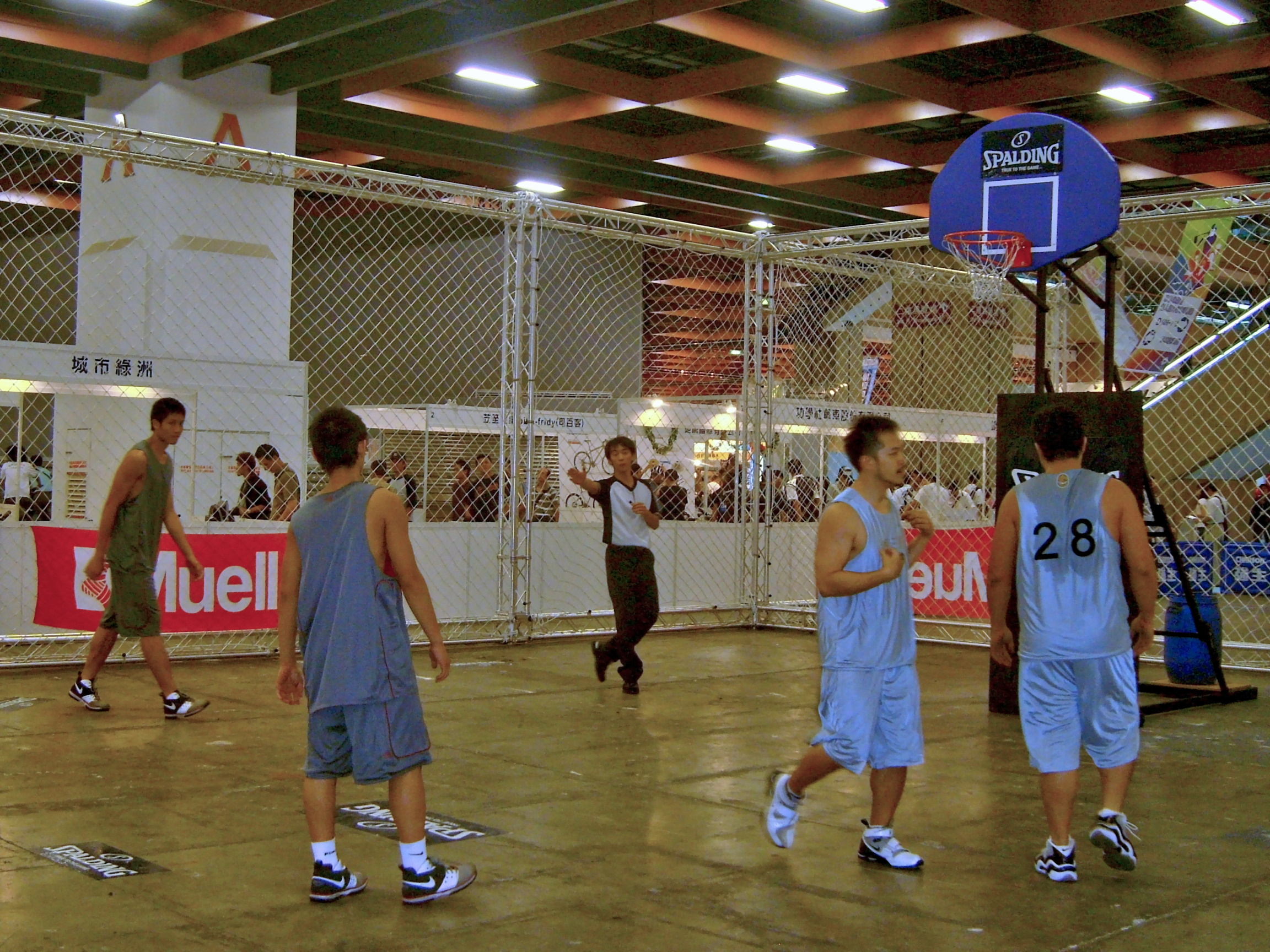
2008年レジャー台湾バスケットボールの試合

バスケットボールは台湾で最も人気のある球技である。男子バスケットボールリーグには、プロバスケットボールのP.リーグ+ （PLG）と台灣職業籃球大聯盟 （SPBL）、セミプロリーグの超級籃球聯賽（SBL）がある。女子はセミプロリーグの女子超級籃球聯賽（WSBL）がある。チャイニーズタイペイ男子バスケットボール代表チームは、 1960年と1963年のアジア選手権で銀メダルを獲得し、 1973年と1989年には銅メダルを獲得した。チャイニーズタイペイ女子バスケットボール代表チームは、 1972年のアジア女子バスケットボール選手権で銀メダルを獲得した。チームは、1965年、1968年、1970年、1974年、1986年、1988年、1999年、2005年のイベントで銅メダルを獲得した。さらに、 2006年アジア競技大会で女子チームが銀メダルを獲得した。

### サッカー
サッカーは、台南の長栄中学校（旧制）（現在の私立長栄高級中学）の校長であったイングランド（イギリス）出身の長老派教会宣教師、エドワード・バンドによって日本統治下の1916年に台湾に紹介された。長栄中学校チームは台湾で最初のサッカーチームであると考えられており、現在のすべてのチームは何らかの形でその子孫である。野球と比較すると台湾でのサッカー普及は遅れたが、1938年には台北第一師範学校（現在の台北市立大学博愛キャンパス）が第20回全国中等学校蹴球選手権大会に初出場を果たし、日中戦争の激化で同大会が中止される前の1940年まで3大会連続で台湾代表の学校が出場した。1939年の第21回大会では台北第一中学校（現在の台北市立建国高級中学）が同大会史上唯一となる勝利を挙げている。 
日本（Jリーグが日本でサッカーを普及させるずっと前）とアメリカの影響により、サッカーはアジアレベルでの成功の歴史はあるが、台湾では野球やバスケットボールほど人気はなかった。サッカーは中華民国サッカー協会（CTFA）によって運営されており、CTFAは男子と女子の代表チームといくつかの国内大会を運営している。
サッカーのトップリーグである台湾社会人甲級サッカーリーグ（旧インターシティサッカーリーグ）は、比較的セミプロフェッショナルであり、台北の大同足球隊と高雄の台湾電力足球隊の2つのチームが有力である。インセンティブとして、アジアサッカー連盟（AFC）は、サッカーが比較的発展していない国を対象にAFCチャレンジリーグコンチネンタルクラブ大会を開催しており、これら2つのクラブはしばしば台湾を代表して交代で参加している。
台湾国内には外国人駐在員が運営するアマチュアサッカークラブがたくさんあるが、彼らは独自のアマチュア大会を運営している。例としては高雄の100ペイサーズFCが挙げられる。ユースレベルでは、高校サッカーリーグ、全国ユースカップ、および全国高校大会のサッカー大会がある。
2020年には代表選手の蔡立靖がオランダ1部のADOデン・ハーグに移籍し、さらに2021年にはスペイン4部のオウレンセCFに移籍するなど、近年は欧州のリーグへの挑戦も歩みを進めている。

### ラクロス
チャイニーズタイペイは、 U-19世界ラクロス選手権に代表チームを派遣している。

### ラグビーユニオン
ラグビーユニオンは、日本の統治時代に導入され、戦後のほとんどの期間、台湾である程度の存在感を示してきた。7人制ラグビー男子台湾代表は特に成功している。

### バレーボール
2004年から、チャイニーズタイペイバレーボール協会は毎年男子アマチュアバレーボールリーグである企業排球聯賽を主催している。 2008年シーズンに参加した合計4チームチャイニーズタイペイ女子バレーボールチームは、中華民国（台湾）の女子バレーボールチームである（チームの命名問題についてはチャイニーズタイペイを参照）。チャイニーズタイペイバレーボール協会によって管理され、1990年から16年間、国際大会と親善試合で国を代表し、チャイニーズタイペイ女子代表バレーボールチームは2006年にバレーボール女子世界選手権に再び参加した。なんと、23位のチームは初日に開催国の日本（7位）に初勝利を収め、続いて韓国（8位）、ポーランド（9位）、ケニア（11位）、コスタリカ（33位）を破った。 しかし、5連勝の好調なスタートを切った後、チームは印象的な形を続けることができず、最終的に12位になった。12月、同じチームがカタールのドーハで開催された2006年アジア競技大会に参加した。チームは予選で韓国と中国に敗れたものの、後にカザフスタンとタイを破り、アジア競技大会の女子バレーボール初の銅メダルを獲得した。

### ソフトボール
台湾では男子の野球と同様に女子のソフトボールも人気が高く、2016年には女子プロリーグである台湾プロフェッショナル女子ソフトボールリーグが行われている。
ソフトボール女子チャイニーズタイペイ代表はオリンピックに3度出場、ワールドカップ（旧世界選手権）では自国開催の1982年に銀メダルを獲得している。

## 個人競技

### バドミントン
長年にわたり、バドミントンも一般の人々に人気を博し始めている。 BWF世界ランキングで世界1位の戴資穎、周天成、王子維などの台湾のバドミントン選手が台頭したことで、このスポーツへの関心が高まり、人気が急上昇した。
バドミントンは非常に高価な用具を必要とせず、プレーするのが比較的簡単であるため、多くの台湾人はレクリエーションスポーツまたは課外活動としてバドミントンをプレーすることを楽しんでいる。

### サイクリング

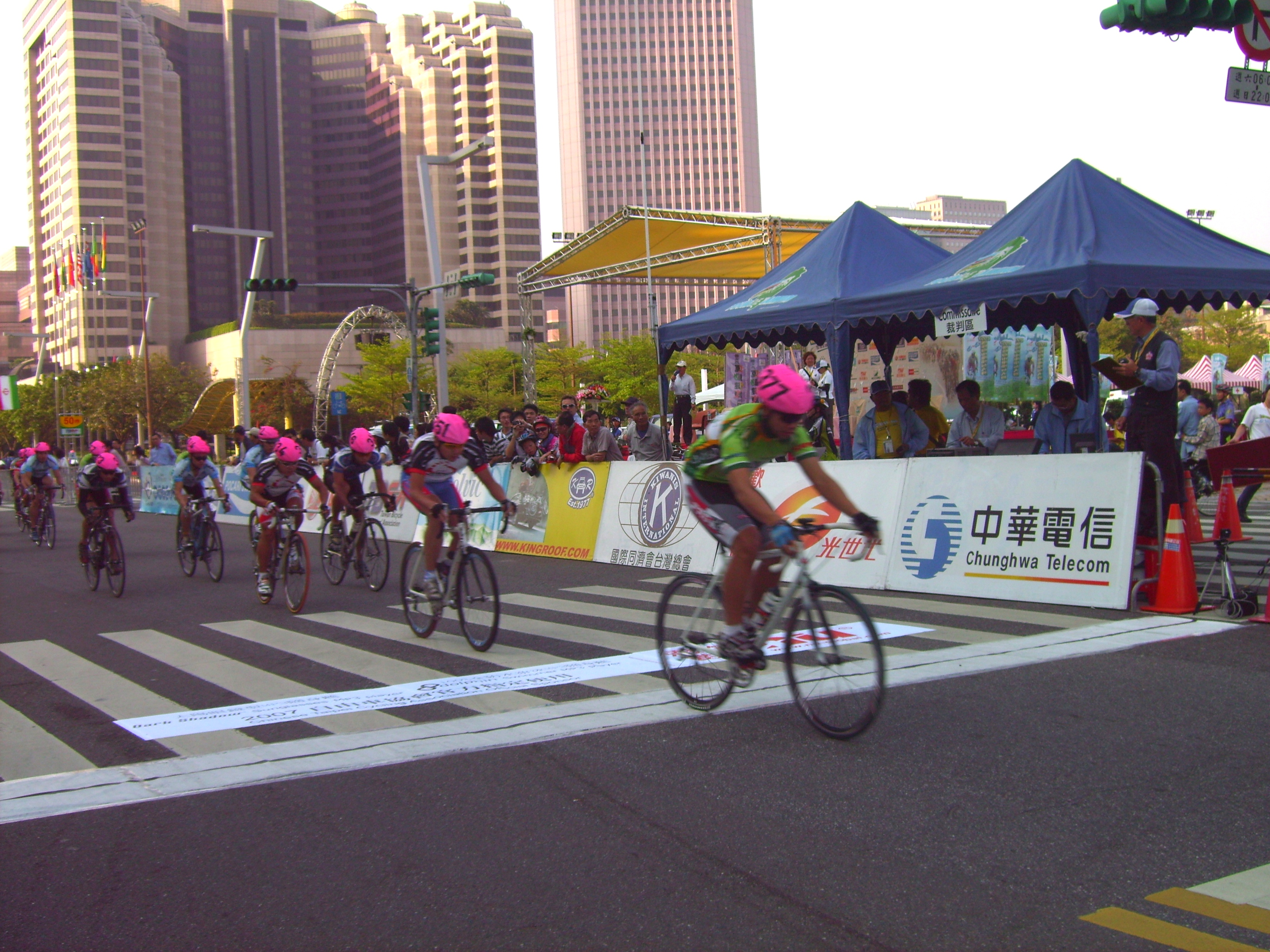
2007ツールド台湾

ツールド台湾は1978年から開催されているロードサイクリングレースで、2005年からUCIアジアツアーに参加している。
台湾の文化では台湾本島を回るのが人気である。(環島1号線)

### ゴルフ

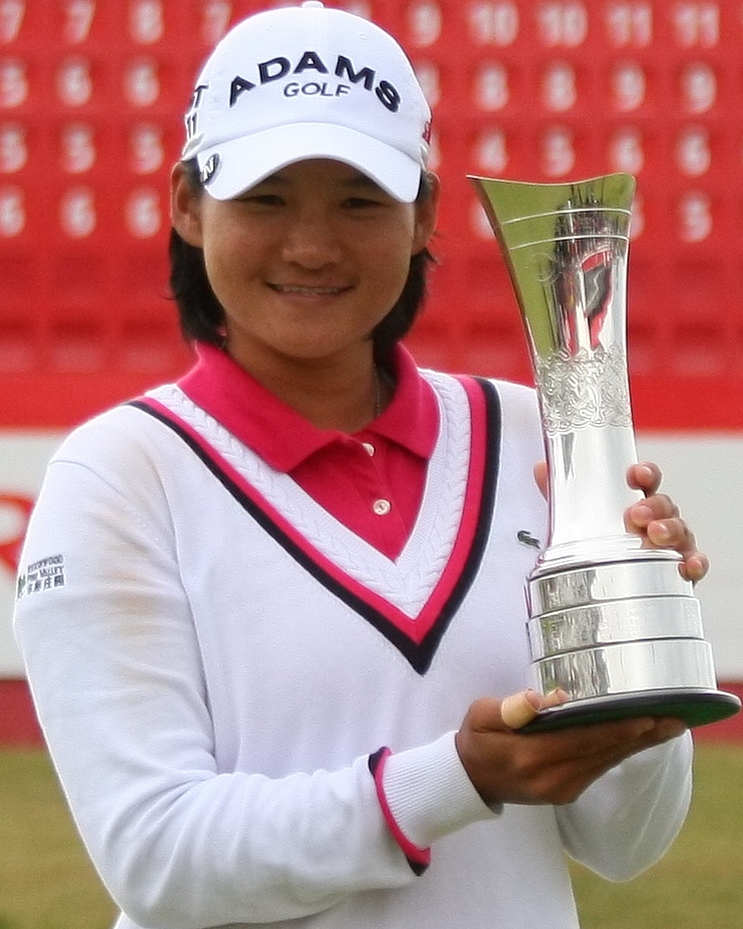
2011年全英女子オープントロフィーのヤニ・ツェン

ゴルフは日本の統治時代に導入され、1919年に最初のゴルフクラブがオープンした。プロとしてはまず男子で陳清波が1959年の日本オープンゴルフ選手権競技で初優勝し、1963年にはアメリカのマスターズ・トーナメントに初出場で15位となった。1971年に呂良煥が全仏オープンで優勝し、ヨーロピアンツアーで台湾人が初めて優勝した。  1982年、陳志忠は台湾から初めてプロゴルファーとしてPGAツアーカードを獲得し 、1987年のロサンゼルスオープンでPGAツアーで優勝した最初の台湾人ゴルファーである。一方、女子では涂阿玉が1982年からの5年連続を含め7回、日本女子プロゴルフ協会(JLPGA)ツアーで賞金女王となり、この時代を代表する選手となった。陳清波と涂阿玉は日本プロゴルフ殿堂に入会している。
その後は衰退の時期があったが、ゴルフは台湾でますます人気が高まっている。ヤニ・ツェン（曾雅妮）は2008年のLPGAルーキーオブザイヤーに選出された。彼女は、5つのメジャーゴルフチャンピオンシップで優勝した最年少の選手であり、2011年から2012年の女子世界ゴルフランキングで1位にランクされている。
フーボンLPGA台湾選手権は2011年からLPGAツアートーナメントであり、台湾マスターズとヤンダートーナメントプレーヤーズチャンピオンシップはそれぞれ2000年と2010年からアジアンツアーに参加している。以前、ヨーロピアンツアーのBMWアジアオープンは2001年と2002年に台湾で開催された。

### マラソン

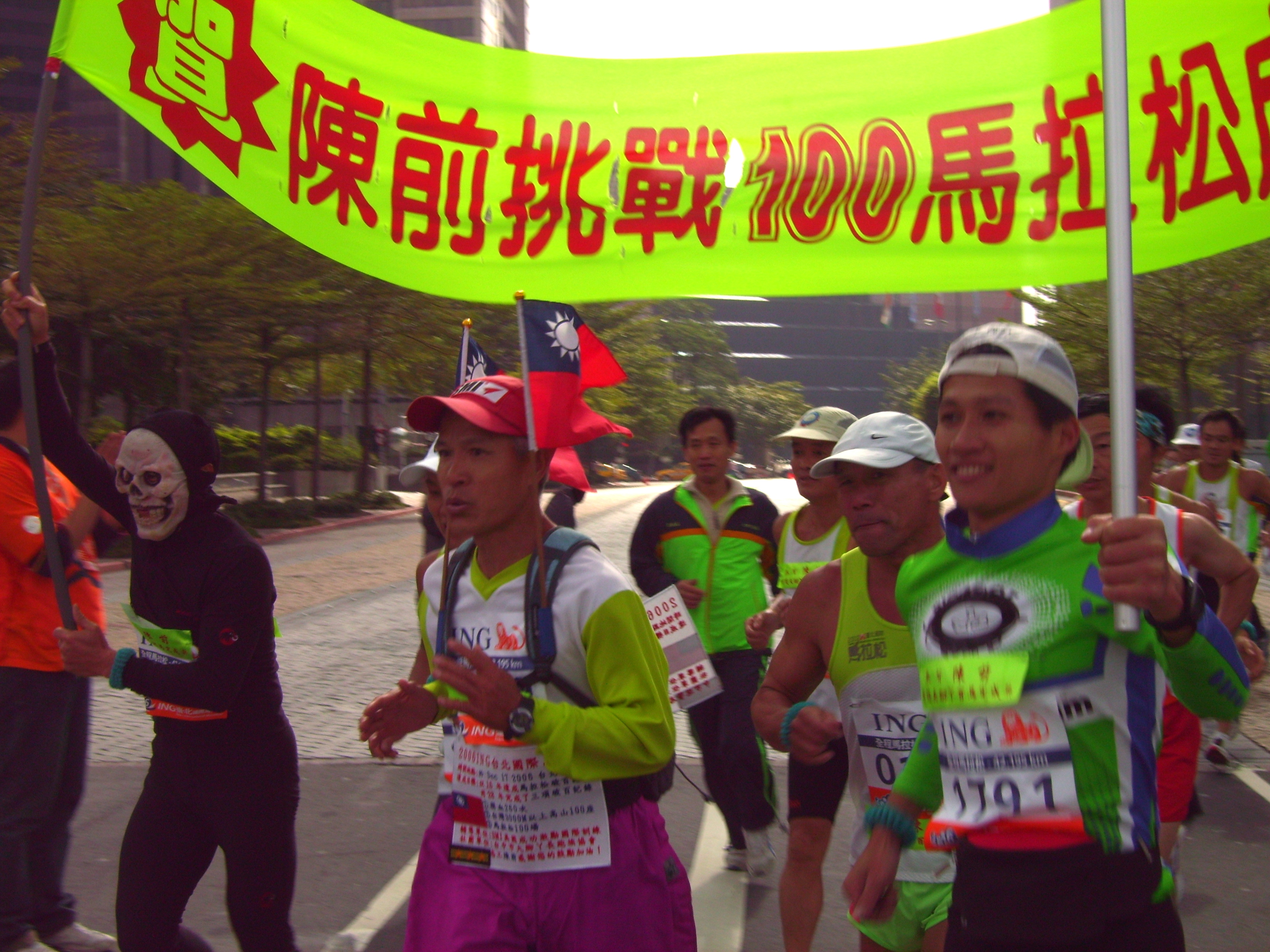
2006ING台北マラソン

マラソンレースは毎年台湾の多くの場所で開催されている。世界中から多くのマラソン選手がこれらのレースに参加している。特に、新北市万金石マラソンと台北マラソンは、台湾の2つの世界陸上競技レーベルロードレースであり、それぞれシルバーレーベルとブロンズレーベルロードレースに分類される。

### 卓球
台湾は卓球において国際的に強い存在感を示してきた長い歴史がある。陳宝貝は1953年のアジア卓球選手権で女子シングルスの金メダリストであり、1957年の大会では江彩雲と女子ダブルスと女子団体に出場し、金メダルを獲得した。 李國定は、1958年のアジア卓球選手権で男子シングルスで優勝した。最近では、荘智淵が2002年にITTFプロツアーグランドファイナルで優勝した。 彼は2003年に世界ランク3位にランクされ、15年以上にわたってトップ10またはその近くにとどまっている。2013年の第52回世界卓球選手権では陳建安とのペアで男子ダブルスで優勝した。陳建安は、2008年の世界ジュニア卓球選手権大会でシングルスで優勝した。台湾でプレーする陳静は、1996年のオリンピックで銅メダルを獲得し、2000年のオリンピックで銀メダルを獲得した。 林昀儒は、2019年マレーシアでのT2ダイヤモンドシリーズで世界チャンピオンの馬龍と世界ランキング3位の樊振東を破って優勝した 。

### テコンドー
台湾の競技者は、アジア競技大会からオリンピックまでのテコンドートーナメントに定期的に参加している。 2004年の夏季オリンピックでは、陳詩欣と朱木炎が台湾で最初の2つの金メダルを獲得した。

### テニス
台湾のテニス選手は21世紀に注目すべき結果とランキングを達成した。 2004年、盧彦勅が台湾の選手として初めてATPランキングのトップ100に入った。ジミー・ワンは2006年に彼に続き、85位に達した。 盧は2010年に最高位である33位に達した。 同じ年、彼はウィンブルドンでベスト8に進出した 。盧は、ATPチャレンジャーツアーで最も多くのタイトルを獲得し、29勝を記録している。 
謝淑薇は台湾で最も成功した選手であり、 WTAランキングのシングルスでトップ25にランクインしている。 謝は4つのグランドスラムタイトルと年末のチャンピオンシップをダブルスで獲得している。彼女は2013年にウィンブルドン、2014年に全仏オープン、そして2013年のWTAツアーチャンピオンシップをすべて彭帥とのペアで優勝し、2014年に彭帥とのダブルスで1位になった。彼女はバルボラ・ストリコバーと出場した2019年大会で2度目のウィンブルドンダブルスのタイトルを獲得した。 2021年、彼女はエリーゼ・メルテンスとのペアで3度目のウィンブルドンダブルスのタイトルを獲得した。
姉妹の詹詠然（ラティシャ・チャン）と詹皓晴はダブルスのスペシャリストである。彼らは2019年のパンパシフィックオープンの決勝で謝淑薇・謝淑映の姉妹を破って優勝し、14回目のWTAトーナメントを一緒に優勝した。これは、ウィリアムズ姉妹に次ぐ姉妹のトーナメント優勝数である。詹詠然は4つのグランドスラムタイトルを獲得している。彼女は、マルチナ・ヒンギスとの2017年全米オープンでダブルスのタイトルを獲得し、 2018年と2019年の全仏オープンと2019年のウィンブルドン選手権をすべてイワン・ドディグとの混合ダブルスを獲得した。彼女は2017年にヒンギスとのダブルスで1位になり 、2018年8月にトップに戻った。
他の著名な選手には、曾俊欣、莊吉生、荘佳容、王思婷がいる。